# سیارک ۱۹۵۲۴
سیارک ۱۹۵۲۴ (به انگلیسی: 19524 Acaciacoleman، نامگذاری:1998YB7) نوزده هزار و پانصد و بیست و چهارمین سیارک کشف شده‌است که در ۲۳ دسامبر ۱۹۹۸ کشف شد.
قدر مطلق سیارک برابر ۱۲٫۹ است.